# 親指からロマンス
『親指からロマンス』（おやゆびからロマンス）は、椿いづみによる漫画作品の1つである。本作は基本的にストーリー漫画であり、白泉社が発行する漫画雑誌の「花とゆめ」において、2003年7号から2007年7号まで連載された。単行本は全9巻であり、最終巻には本作の4コマ漫画も掲載された。

## 制作経緯

### 連載開始まで
2002年から椿いづみは、漫画雑誌での1話読み切りの漫画を幾つか発表していた。そんな中で、有り得ないストーリーの漫画の企画を打ち出してみようと、たまたま整体やマッサージに興味を持った時期に、この『親指からロマンス』の企画を、冗談半分で提出してみた結果、漫画雑誌への掲載が決定し、本作が制作された。挙句の果てに「花とゆめ」での本作の連載が決定した事も含めて、作者にとっては意外な展開だった旨が、単行本第1巻で明かされた。なお、当初の連載予定回数は、とりあえず3回が決定したと作者は知らせを受けたものの、その後に連載回数が伸びていった形である。

### 連載中
その後、作者はマッサージなどの取材も行いながら、本作の制作を継続していった旨が、本作の単行本の複数の巻のあとがきなどで明かされた。また、本作の連載が続く中で、後述のドラマCDの制作も決まり、声優を起用してのアフレコが実施された。作者の椿いづみは、あまりにも少女漫画的な話の展開に、アフレコの際には恥ずかしくなり、さらに少女漫画的な展開をアフレコ現場にいたスタッフにも指摘され、アフレコ現場から逃げ出したくなった旨を明かした。

### 法的設定
本作が発表された期間における日本では、あん摩マツサージ指圧師、はり師、きゆう師等に関する法律によって無資格者のマッサージ業は禁じられていた。本作の舞台は、日本の高校の部活動だが、コミックス枠外に作者の手書きで注意事項として記載された。この意味でも、本作は「有り得ない話」という旨を、作者が述べた。

## あらすじ
マッサージ研究会期待の星の千愛は、普段は大人しい女子高生である。他者を見た際に、疲れが溜まり問題を抱えた経穴が見えるという特殊能力を、千愛は有しており、これがために彼女はマッサージが上手い。また、この疲れが溜まり問題を抱えた経穴をマッサージする事が、彼女の趣味でもある。そんな彼女は、毎朝バスで見る男の子の多数の問題を抱えた経穴を有する背中に一目惚れした。しかし彼は、学校一のモテ男の陽介で、簡単には近付けない者であった。それでも、多数の問題を抱えた経穴を有する疲れ切った背中をマッサージしてみたい千愛は、陽介に近付いて行った。こうして、マッサージを行う親指から始まるロマンスが、幕を開けた。

## 評価
本作はラブコメディと評される。また、本作を鍼灸の要素が取り入れられた漫画作品の1つとして取り上げた論文が、実際に発表された「変な論文」の1つとして書籍で紹介された。この書籍の著者は、本作の作品概要を読んだ際に、この漫画を「読んでみたい」と思った旨を、本書の中で述べていた。

## 主な登場人物
東宮 千愛（とうぐう ちあき）
2月19日産まれ。身長は155 cmで、血液型はA型である。
本作の主人公で、不陶花学園の1年生に所属する女子生徒である。中学生時代は料理部に所属していたものの、高校ではマッサージ研究会に所属している。
兄は武と言う。姉の明佳とは、双子である。それ以外の兄弟姉妹はいない。
好きな物は、陽介くんとマッサージ。嫌いな物は、おばけとピーマン。
ヒトを見た際に、その者の経穴の状態が、ツボーズとして擬人化して見えるという特殊能力を有しているため、マッサージが抜群に上手い。さらに、マッサージの施術が趣味でもあり、マッサージ研究会において期待の星とされている。
東宮 明佳（とうぐう さやか）
千愛の双子の姉である。千愛に嫌な事を全部押し付けてきたが、それは千愛に対するコンプレックスの裏返しだった。単行本の最終巻によると、その状態も、1人の男性との出会いによって終わり、その後は1人暮らしを始めたらしい。
東宮 武（とうぐう たけし）
5月5日産まれ。身長は176 cmで、血液型はB型である。
明佳と千愛の兄で、高校2年生である。中学生時代は野球部に所属していたものの、高校ではマッサージ研究会に所属している。
特技はにらめっことあやとりだが、趣味はゲームであり、ギャルゲーの達人である。ただし、ギャルゲー好きとは言え、実生活での恋愛に興味が無いわけではなく、相沢優奈を気に入っている。
好きな物は、変なTシャツ。嫌いな物はシイタケ。
マッサージの師匠の元に、住み込みで弟子入り中であり、単行本第1巻の時点から、妹達とは別居していた。この弟子入りが功を奏してか、3年生引退後に、マッサージ研究会の部長への就任が決まった。
相沢 優奈（あいざわ ゆうな）
12月21日産まれ。身長は159 cmで、血液型はA型である。妹が1人いる。
不陶花学園の1年生に所属する女子生徒である。運動全般が得意で、中学生の時の部活はバトン部に所属していた。しっかり者でもあり、バトン部では部長を務めていた。高校ではマッサージ研究会に所属しており、千愛とは友人関係にある。また、東宮武先輩が好き。
美青年ウォッチングと情報収集が趣味である。好きな物は、目の保養になる眉目秀麗な男性と、スパゲッティ。嫌いな物は、ウニ。
春海 千歳（はるみ ちとせ）
不陶花学園の3年生に所属する男子生徒である。のんびり屋だが、マッサージ研究会の部長を務めている。なお、お金持ちである。
花城 綾芽（はなしろ あやめ）
不陶花学園の3年生に所属する女子生徒で、マッサージ研究会副部長を務めてきたが、身体が弱いため、普段は部活には来ていない。不陶花学園の3年生在学中は、春海や夏江と同じクラスだった。
花城グループの令嬢であり、不陶花学園卒業後は、親の言い付けにより、春海との婚約が決まった。なお、5年後に夏江が留学から帰ってくる日を楽しみにしている。
阿部 夏江（あべ なつえ）
不陶花学園の3年生に所属する女子生徒で、マッサージ研究会の会計を務めてきた。金銭が絡むと容赦が無い性格であり、不陶花学園卒業後の留学費用を自力で調達した。留学からは、5年後に帰って来る旨を、春海と綾芽に告げた。
森泉 陽介（もりいずみ ようすけ）
5月28日産まれ。身長は175 cmで、血液型はA型である。家族構成は、父と1歳年下の克久と言う弟が1人いる。
不陶花学園の1年生に所属する男子生徒である。趣味はパソコンと読書で、中学生時代はサッカー部に所属していたが、だいたい何でもオールマイティーにこなせる。
女性達から非常にモテるのだが、元来は女嫌いである。このため、当初は彼が持つ「疲れ切った背中」を見て千愛が近付いて来ても、他の女性と同様にあしらおうとした。ただし結局は、マッサージを行う『親指からロマンス』が始まり、千愛とは例外的に交際に至った。
好きな物は、ポップコーンのバターしょうゆ味。嫌いな物は、千愛以外の女。
藤原 早苗（ふじわら さなえ）
山茶花高校の生徒会長である。極度の冷え性の症状を有する。
桜ノ宮 恵太（さくらのみや けいた）
山茶花高校の3年生に所属する男子生徒である。山茶花高校にもマッサージ部が存在し、その部長を務める。マッサージに関連した必殺技として、身体の凝りを実態化させる「悪魔のイリュージョン」を有する。
実家は寺院である。なお、山茶花高校の同学年の田中は、同学年の部活仲間でありながら、彼の付き人のようである。
三姫 周（みひめ あまね）
山茶花高校の2年生に所属する男子生徒で、女性を腰くだけにする低音美声の持ち主である。一方で、目が怖く誰にでも恐れられる為、年中サングラスをかけている。
山茶花高校ではマッサージ部に所属しており、3年生が引退した時点で、山茶花高校のマッサージ部の2年生は自分だけだった為、3年生が引退後に、マッサージ部の部長に就任した。
東宮武とは、昔馴染の関係である。その妹の千愛とも知り合いで、三姫周の目を見ても千愛は平気だったため、千愛に惚れている。
黒松 了（くろまつ りょう）
3月14日産まれ。身長は171 cmで、血液型はO型である。兄が、2人いる。
山茶花高校の1年生に所属する男子生徒である。趣味はプロレス観戦だが、中学生の時の部活は空手部だった。その挙句に、高校では格闘技系の部活ではなく、マッサージ部に所属している。高い集中力を擁しており、環境音を遮断して聴かずに、物事に集中する「無音」が得意技である。
好きな物は、甘い食べ物とタイガース。嫌いな物は、ピラピラした服。
大貫 朝登（おおぬき あさと）
マッサージ界では、ピカ一の腕を持つと言われているマッサージ師である。マッサージの専門学校の理事長を務める。基本的に弟子は持たないが、東宮武は特別に弟子にしている。理由は「俺をマッサージ界のプリンスにしてくれ」と言われたから。

## 書誌情報
- 椿いづみ 『親指からロマンス』 白泉社〈花とゆめコミックス〉、全9巻
  1. 2004年1月19日発売、ISBN 978-4-592-17809-5
    - 「教えてプリンス」（『花とゆめ』2002年22号掲載）を併録。

  2. 2004年5月19日発売、ISBN 978-4-592-17323-6
  3. 2004年9月17日発売、ISBN 978-4-592-17324-3
  4. 2005年4月19日発売、ISBN 978-4-592-17268-0
  5. 2005年12月16日発売、ISBN 978-4-592-17269-7
  6. 2006年5月19日発売、ISBN 978-4-592-17270-3
  7. 2006年11月17日発売、ISBN 978-4-592-18257-3
  8. 2007年3月19日発売、ISBN 978-4-592-18258-0
  9. 2007年5月18日発売、ISBN 978-4-592-18259-7

## ドラマCD
キラキラワンダフル★CD
漫画雑誌の「花とゆめ」の付録CDには全5作品が収録された。ただし、これは本作単独のドラマCDではなく、収録された5作品の中の1つが『親指からロマンス』の「親指姫とツボの君」である。この「親指姫とツボの君」は、本作の第1話をドラマCD化した作品である。
「親指姫とツボの君」の出演者は、以下の通りであった。
- 東宮千愛（声：立野香菜子）
- 森泉陽介（声：鈴村健一）
- 東宮武（声：小野坂昌也）
- 相沢優奈（声：笠原留美）
- 春海千歳（声：諏訪部順一）
- 東宮明佳（声：桑谷夏子）
- 千愛の母（声：杉本ゆう）

なお、春海千歳役の諏訪部順一は、敢えて、ヘタレなマッサージ研究会部長としての演技が求められたという。